# Willemsplein (Rotterdam)
Het Willemsplein te Rotterdam is een plein in het oosten van het Scheepvaartkwartier, grenzend aan de Willemskade en de Gedempte Zalmhaven.
Het plein heette oorspronkelijk Westerplein. Naar aanleiding van het bezoek van Koning Willem III op 28 juli 1851, werd de naam gewijzigd in Willemsplein. De Willemskade werd in 1847 aangelegd op slikken.
Er staat een gecombineerde woon- en kantoortoren, de Hoge Erasmus, en tot 2005 was het hoofdkwartier van Smit Internationale er gevestigd.
Op het plein liggen speciaal daarvoor aangelegde parkeerplaatsen voor bussen ten behoeve van de Spido-rondvaarten en de waterbussen 18 en 20. Het Willemsplein was tot begin 2025 de eindhalte van tramlijn 7. In de zomermaanden is dit het beginpunt van lijn 10, een toeristische tramlijn met museumtrams en was het beginpunt van de RotterTram die reed op woensdag t/m zondag van 18:30 uur tot ongeveer 21:00 uur.    
Sinds september 2021 is hier ook de attractie "Remastered" te vinden, een experience waarbij op grote projectieschermen beroemde kunstwerken tot leven komen. Op dezelfde plek was van 2008 t/m 2010 "Rotterdam Port Experience" te vinden over de Rotterdamse Haven. Deze attractie was geen succes en heeft maar 1,5 jaar bestaan.   
Op het plein staat het vijf en halve meter hoge 'Marathonbeeld' gemaakt door kunstenaar Henk Visch. Het werd Rotterdam in 2001 aangeboden door de marathonorganisatie ter gelegenheid van het twintigste jaarlijkse loopevenement. De vlakken in twintig verschillende kleuren van de sculptuur verbeelden de vele nationaliteiten die aan de wedstrijd deelnemen. Op de sokkel staan de namen van de winnaars en winnaressen van de Marathon van Rotterdam.

## Fotogalerij

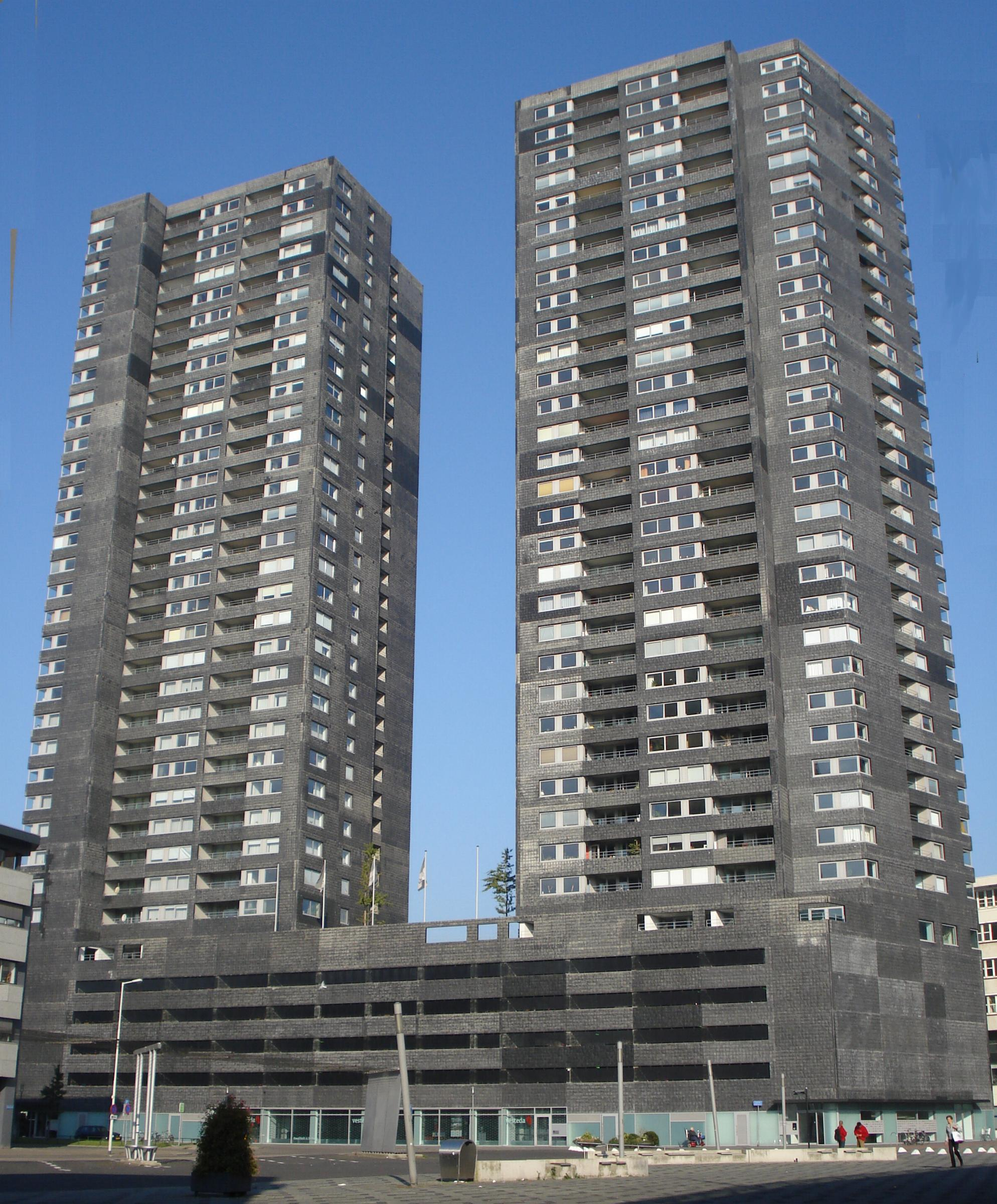
Woontoren 'De hoge heren'
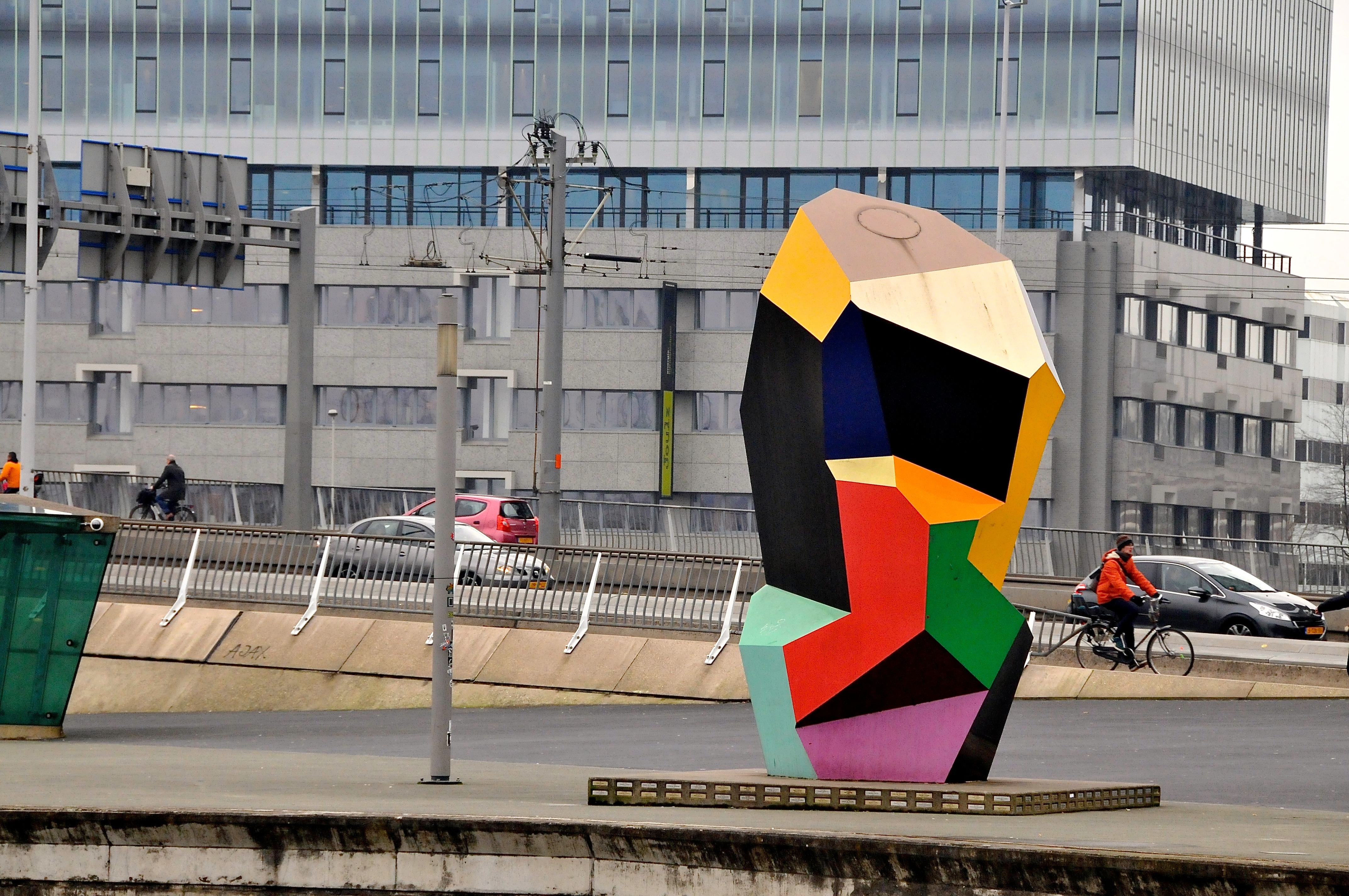
Het Marathonbeeld
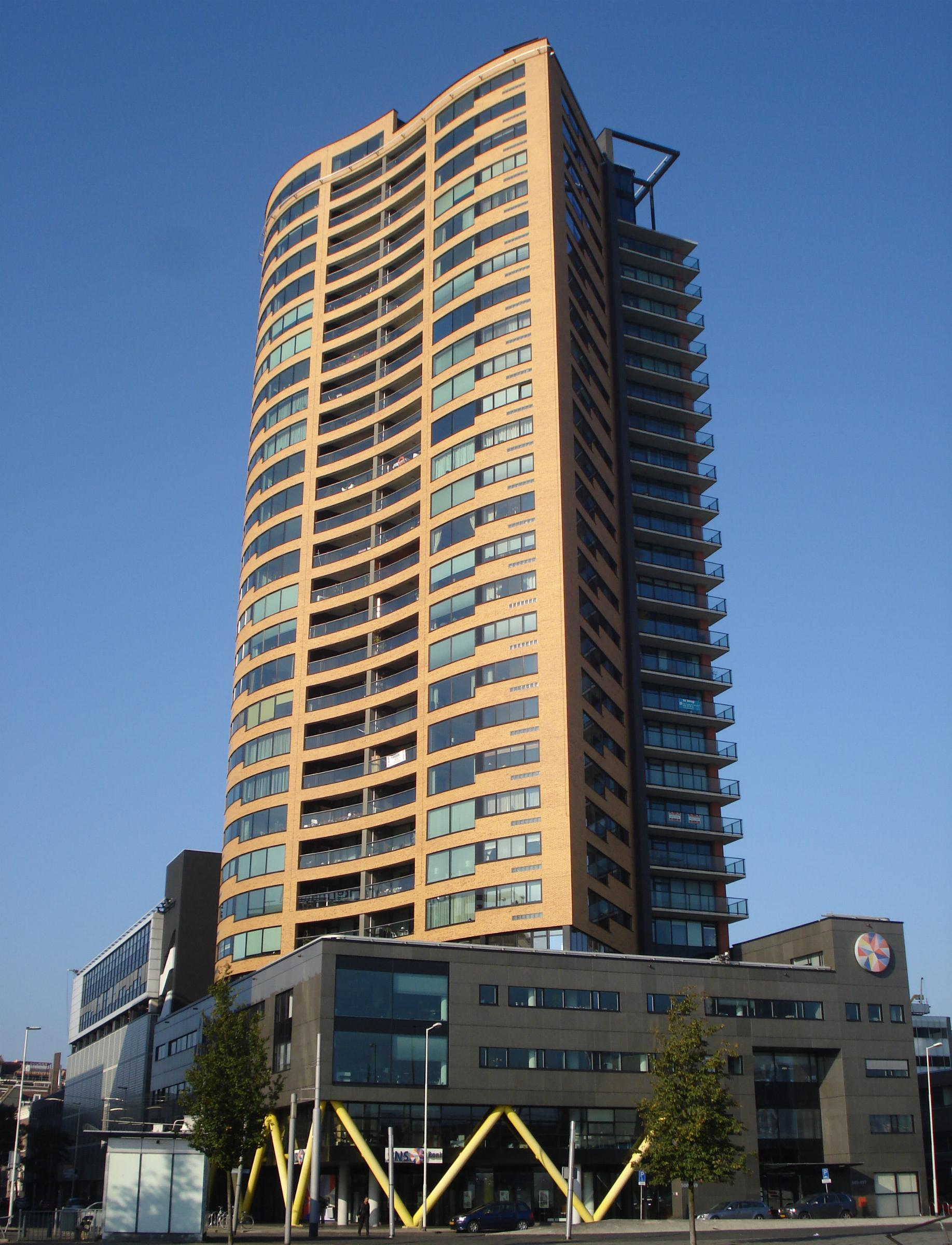
Woontoren 'De hoge Erasmus'

Admiraal de Ruyterweg ·
Admiraliteitskade ·
Aert van Nesstraat ·
Baan ·
Batavierenstraat ·
Beukelsdijk ·
Beursplein ·
Beurstraverse ·
Binnenweg ·
Binnenwegplein ·
Binnenrotte ·
Blaak ·
Boezemweg ·
Boompjes ·
Bosland ·
Botersloot ·
Burgemeester van Walsumweg ·
Churchillplein ·
Coolsingel ·
Coolvest ·
Eendrachtsplein ·
Eendrachtsweg ·
Geldersekade ·
Goudsesingel ·
's-Gravendijkwal ·
Haagseveer ·
Henegouwerlaan ·
Hofdijk ·
Hofplein ·
Hoogstraat ·
Jonker Fransstraat ·
Karel Doormanstraat ·
Kipstraat ·
Kolk ·
Koningin Emmaplein ·
Korte Hoogstraat ·
Kruiskade ·
Kruisplein ·
Leuvehoofd ·
Lijnbaan ·
Lombardkade ·
Maasboulevard ·
Mariniersweg ·
Mathenesserlaan ·
Mauritsweg ·
Meent ·
Museumpark ·
Oostmolenwerf ·
Oostplein ·
Oude Binnenweg ·
Parkkade ·
Parklaan ·
Pim Fortuynplaats ·
Plein 1940 ·
Pompenburg ·
Rochussenstraat ·
Saftlevenstraat ·
Schiedamsedijk ·
Schiedamse Vest ·
Schouwburgplein ·
Spaansekade ·
Stadhuisplein ·
Stationsplein ·
Stroveer ·
Van Oldenbarneveltstraat ·
Vasteland ·
Veerkade ·
Weena ·
Westblaak ·
Westerkade ·
West-Kruiskade ·
Westersingel ·
Westplein ·
Willemskade ·
Willemsplein ·
Witte de Withstraat